# (919) Ilsebill
(919) Ilsebill ist ein Asteroid des Hauptgürtels, der am 30. Oktober 1918 vom Astronomen Max Wolf entdeckt wurde.
Der Asteroid ist benannt nach der Figur aus „Vom Fischer und seiner Frau“ von den Brüdern Grimm.